# Veneto Classic 2024
De vierde editie van de wielerkoers Veneto Classic werd in 2024 verreden op 20 oktober. Titelverdediger was de Italiaan Davide Formolo. De koers was deze editie 191,7 kilometer lang en startte in Soava, de finish lag in Bassano del Grappa. Winnaar werd de Deen Magnus Cort na een solo van bijna tien kilometer. De wedstrijd was onderdeel van de UCI ProSeries.

## Uitslag
| Plaats  | Naam              | Ploeg                         | tijd     |
| ------- | ----------------- | ----------------------------- | -------- |
| Winnaar | Magnus Cort       | Uno-X Mobility                | 4u24'02" |
| 2       | Romain Grégoire   | Groupama-FDJ                  | + 17"    |
| 3       | Xandro Meurisse   | Alpecin-Deceuninck            | + 19"    |
| 4       | Marc Hirschi      | UAE Team Emirates             | + 20"    |
| 5       | Filippo Zana      | Team Jayco AlUla              | + 21"    |
| 6       | Giulio Pellizzari | VF Group-Bardiani CSF-Faizanè | + 23"    |
| 7       | Filippo Baroncini | UAE Team Emirates             | + 39"    |
| 8       | Francesco Busatto | Intermarché-Wanty             | + 41"    |
| 9       | Georg Zimmermann  | Intermarché-Wanty             | + 49"    |
| 10      | Davide De Pretto  | Team Jayco AlUla              | + 54"    |

Ronde van Valencia ·
Figueira Champions Classic ·
Ronde van Oman ·
Clásica de Almería ·
Ronde van de Algarve ·
Ruta del Sol ·
Ardèche Classic ·
Drôme Classic ·
Kuurne-Brussel-Kuurne ·
Trofeo Laigueglia ·
Nokere Koerse ·
Milaan-Turijn ·
GP Denain ·
Bredene Koksijde Classic ·
Grote Prijs Miguel Indurain ·
Scheldeprijs ·
Brabantse Pijl ·
Ronde van de Alpen ·
Ronde van Turkije ·
Grote Prijs van Plumelec ·
Tro Bro Léon ·
Ronde van Hongarije ·
Vierdaagse van Duinkerke ·
Boucles de la Mayenne ·
Ronde van Noorwegen ·
Circuit Franco-Belge ·
Brussels Cycling Classic ·
Dwars door het Hageland ·
Ronde van België ·
Ronde van Slovenië ·
Ronde van het Qinghaimeer ·
Ronde van Wallonië ·
Arctic Race of Norway ·
Ronde van Burgos ·
Ronde van Denemarken ·
Ronde van Duitsland ·
Maryland Cycling Classic ·
Ronde van Groot-Brittannië ·
Grote Prijs van Fourmies ·
GP Industria & Artigianato-Larciano ·
Coppa Sabatini ·
Grote Prijs van Wallonië ·
Ronde van Luxemburg ·
Super 8 Classic ·
Ronde van Langkawi ·
Ronde van het Münsterland ·
Ronde van Emilia ·
Parijs-Tours ·
Coppa Bernocchi ·
Ronde van de Drie Valleien ·
Ronde van Piemonte ·
Ronde van het Taihu-meer ·
Ronde van Veneto ·
Japan Cup ·
Veneto Classic